# بیمارستان اردوگان
بیمارستان اردوگان یک بیمارستان در سومالی است که در موگادیشو واقع شده‌است.